# Singrist
Singrist is een plaats en voormalige gemeente in het Franse departement Bas-Rhin in de regio Grand Est. De plaats telde 457 inwoners op 1 januari 2018.

## Geschiedenis
De gemeente maakte voor 2015 deel uit van het kanton Marmoutier tot het op 22 maart 2015 werd opgeheven en de gemeenten werden opgenomen in het kanton Saverne.
Op 1 januari 2016 is de Singrist gefuseerd met Allenwiller, Birkenwald en Salenthal tot de huidige gemeente Sommerau. Deze gemeente maakt deel uit van het arrondissement Saverne.

## Geografie
De oppervlakte van Singrist bedraagt 3,54 vierkante kilometer; Op 1 januari 2018 was de bevolkingsdichtheid 129,1 inwoners per km².
De onderstaande kaart toont de ligging van Singrist met de belangrijkste infrastructuur en aangrenzende gemeenten.

## Demografie
Onderstaande figuur toont het verloop van het inwonertal.
Allenwiller · Birkenwald · Salenthal · Singrist